# Theodor Falkeisen (Kupferstecher)
Theodor Falkeisen (* 1768 in Basel; † 1814 ebenda) war ein Schweizer Kupferstecher, Radierer, Zeichner, Maler, Verleger und Waisenpfleger.

## Leben
Theodor Falkeisen wurde 1768 als Sohn des Basler Pfarrers und Kunstsammlers Theodor Falkeisen (1729–1815) und seiner Frau Esther Bernoulli geboren. Die Falkeisen hatten 1508 das Basler Bürgerrecht erworben und wirkten als Hochschullehrer, Pfarrer und Verleger. Theodor Falkeisen absolvierte in Zürich bei Johann Rudolf Holzhalb eine Lehre als Kupferstecher. Danach arbeitete er in Basel im Kunstverlag von Christian von Mechel. 1788 brach er zu einem Studienaufenthalt nach Paris auf und bildete sich bei Carl Guttenberg weiter. Von Paris aus ging er weiter nach London, wo er schwer erkrankte. Zurückgekehrt in Basel, arbeitete er weiter für Mechel, brauchte aber Jahre, um die Londoner Erkrankung auszukurieren.
Theodor Falkeisen machte sich 1805 nach Christian von Mechels Geschäftsaufgabe, trotz des Niedergangs des Gewerbes in Basel, mit der Kunsthandlung Falkeisen & Huber selbstständig. Partner war der Medailleur Johann Friedrich Huber (1766–1832). Er stach und verlegte Landschaften und Kopien alter Meister. Zudem wirkte er als Kunsthändler und -vermittler.
1809 gab er das Gewerbe auf und übernahm das Amt des Waisenpflegers. Nebenberuflich stach er weiter in Kupfer. Von ihm stammt ein Stich zu Johann Heinrich Füsslis Nachtmahr, für dessen Rechte er Füssli 30 Guineen zahlte. Sein letztes Blatt, die Staatsgefangenen zu Aarburg nach Heinrich Pfenninger, blieb unvollendet. Theodor Falkeisen verstarb 1814 in Basel an Typhus. Er war seit 1801 mit Katharina Barbara von Brunn verheiratet und hinterliess fünf Kinder. Falkeisen wird heute als Reproduktionsgrafiker und Kopist angesehen. Es gibt durchaus eigenständige und signierte (T mit Unterstrich) Bilder Theodor Falkeisens. 2011 kam eine Madonna mit Kind in Zürich beim Auktionshaus Koller zur Auktion.

## Arbeiten
- Der Tod des Generals Wolfe, nach Benjamin West (1738–1820) und William Woollet (1735–1785), Kupferstich, 1789
- Der Alpmahr, nach Johann Heinrich Füssli, Kupferstich
- Madonna mit Kind, Gemälde in Öl
- Die Staatsgefangenen zu Aarburg, nach Heinrich Pfenninger, unvollendeter Kupferstich, 1814